# Guatteria sanctae-crucis
Guatteria sanctae-crucis är en kirimojaväxtart som beskrevs av Paulus Johannes Maria Maas och Lübbert Ybele Theodoor Westra. Guatteria sanctae-crucis ingår i släktet Guatteria och familjen kirimojaväxter. Inga underarter finns listade i Catalogue of Life.